# Caecilia marcusi
Caecilia marcusi е вид безкрако земноводно от семейство Caeciliidae. Видът не е застрашен от изчезване.

## Разпространение и местообитание
Разпространен е в Боливия.
Обитава райони с тропически и субтропичен климат, гористи местности, планини, градини и плантации.